# الکساندر کلمنت
الکساندر کلمنت (انگلیسی: Alexandre Clément؛ زادهٔ ۲۳ مارس ۱۹۷۵) بازیکن فوتبال اهل فرانسه است.
از باشگاه‌هایی که در آن بازی کرده‌است می‌توان به باشگاه فوتبال متس، باشگاه ورزشی آمیان، و باشگاه فوتبال کان اشاره کرد.